# FIVB World Tour 2004 der Frauen
Die FIVB World Tour 2004 der Frauen bestand aus 12 Beachvolleyball-Turnieren, von denen drei als Grand Slam und neun als Open ausgetragen wurden. Fünf Events gewann Kerri Walsh, drei davon mit Misty May-Treanor und zwei mit Rachel Wacholder. Drei Siege gingen auf das Konto von Shelda Bede / Adriana Behar. Zwei Mal Gold erkämpften Holly McPeak / Elaine Youngs. Je einmal erfolgreich waren Larissa França / Juliana Felisberta Silva sowie Ana Paula Connelly / Sandra Pires

## Turniere

### Fortlezza Open (9. bis 14. März)
| Platz | Team                                      |
| ----- | ----------------------------------------- |
| 1     | Misty May-Treanor / Kerri Walsh           |
| 2     | Shelda Bede / Adriana Behar               |
| 3     | Larissa França / Juliana Felisberta Silva |
| 4     | Tian Jia / Wang Fei                       |
| 5     | Ana Paula Connelly / Sandra Pires         |
| 5     | Nicole Benoit / Simone Kuhn               |
| 7     | Holly McPeak / Elaine Youngs              |
| 7     | Jenny Jordan / Annett Davis               |

Im Halbfinale unterlagen die Chinesinnen den US-Amerikanerinnen, während im innerbrasilianischen Duell Shelda und Adriana die Oberhand behielten. May–Treanor / Walsh siegten beim ersten Event des Jahres, während Tian und Wang auch im Bronzematch nicht gewinnen konnten.

Beste Schweizererinnen wurden Benoit / Kuhn. Die Deutschen Susanne Lahme / Danja Müsch sowie Stephanie Pohl / Okka Rau mussten mit dem geteilten neunten Platz vorlieb nehmen. Die beiden österreichischen Paare scheiterten in der Qualifikation.

### Rhodos Open (19. bis 23. Mai)
| Platz | Team                                      |
| ----- | ----------------------------------------- |
| 1     | Misty May-Treanor / Kerri Walsh           |
| 2     | Holly McPeak / Elaine Youngs              |
| 3     | Shelda Bede / Adriana Behar               |
| 4     | Jenny Jordan / Annett Davis               |
| 5     | Larissa França / Juliana Felisberta Silva |
| 5     | Ryōko Tokuno / Chiaki Kusuhara            |
| 7     | Renata Ribeiro / Shaylyn Bede             |
| 7     | Susanne Lahme / Danja Müsch               |

Im zweiten Wettbewerb war es der zweite Erfolg für die amtierenden Weltmeisterinnen, die in der Vorschlussrunde Adriana und Shelda und im Finale ihre us–amerikanischen Landsfrauen besiegten. Jordan / Davis mussten nach der Niederlage gegen McPeak / Youngs auch den Brasilianerinnen den letzten Podiumsplatz überlassen.

Lahme / Müsch als Siebte sowie Nicole Schnyder-Benoit, wie sie inzwischen hieß, und Simone Kuhn als Neunte waren die besten deutschsprachigen Duos. Wie schon in Brasilien schafften es die Österreicherinnen nicht in den Hauptwettbewerb.

### Shanghai Open (26. bis 30. Mai)
| Platz | Team                                             |
| ----- | ------------------------------------------------ |
| 1     | Holly McPeak / Elaine Youngs                     |
| 2     | Jenny Jordan / Annett Davis                      |
| 3     | Shelda Bede / Adriana Behar                      |
| 4     | Wang Lu / You Wenhui                             |
| 5     | Dalixia Fernández Grasset / Tamara Larrea Peraza |
| 5     | Susanne Lahme / Danja Müsch                      |
| 7     | Stephanie Pohl / Okka Rau                        |
| 7     | Efthalia Koutroumanidou / Vasiliki Arvaniti      |

Nachdem die Weltmeisterinnen nicht in China waren, teilten sich ihre Landsfrauen die Gold- und die Silbermedaille. In der Runde der letzten Vier bezwangen McPeak / Youngs zunächst Wang und You und danach Jordan / Davis, die sich gegen Shelda und Adriana durchgesetzt hatten. Das kleine Finale sah die Brasilianerinnen als Siegerinnen.

Zwei deutsche Teams erreichten die Top acht. Direkt dahinter platzierten sich Schnyder–Benoit / Kuhn. Das dritte deutsche Duo Andrea Ahmann / Jana Vollmer stand noch vor den einzigen Österreicherinnen Sara Montagnolli / Barbara Hansel, die sich durch die zwei Qualirunden gekämpft hatten, anschließend aber satz- und sieglos blieben.

### Osaka Open (2. bis 6. Juni)
| Platz | Team                                             |
| ----- | ------------------------------------------------ |
| 1     | Shelda Bede / Adriana Behar                      |
| 2     | Natalie Cook / Nicole Sanderson                  |
| 3     | Nicole Schnyder-Benoit / Simone Kuhn             |
| 4     | Effrosyni Sfyri / Vassiliki Karadassiou          |
| 5     | Summer Lochowicz / Kerri Pottharst               |
| 5     | Susanne Lahme / Danja Müsch                      |
| 7     | Dalixia Fernández Grasset / Tamara Larrea Peraza |
| 7     | Satoko Urata / Mika Saiki                        |

Ohne US-amerikanische Anwesenheit in Japan gab es den ersten brasilianischen Sieg der Saison. Adriana und Shelda beendeten im Semifinale den Siegeszug von Schnyder–Benoit / Kuhn und ließen anschließend auch Cook / Sanderson keine Chance, die über Sfyri / Karadassiou die Oberhand behalten hatten. Die Bronzemedaille sicherten sich die Schweizerinnen.

Lahme / Müsch waren wieder einmal die besten Deutschen. Montagnoli / Hansel schieden in den Vorkämpfen aus.

### Gstaad Open (15. bis 19. Juni)
| Platz | Team                                      |
| ----- | ----------------------------------------- |
| 1     | Misty May-Treanor / Kerri Walsh           |
| 2     | Shelda Bede / Adriana Behar               |
| 3     | Holly McPeak / Elaine Youngs              |
| 4     | Ana Paula Connelly / Sandra Pires         |
| 5     | Summer Lochowicz / Kerri Pottharst        |
| 5     | Larissa França / Juliana Felisberta Silva |
| 7     | Imara Esteves Ribalta / Milagros Crespo   |
| 7     | Soňa Nováková / Eva Celbová               |

Sowohl Montagnoli / Hansel als auch die sechs Deutschen in der Country Quota angetretenen Beachpaare schafften es nicht ins Hauptfeld. So blieben die gesetzten Stephanie Pohl / Okka Rau als Dreizehnte und drei Schweizer Duos aus dem deutschsprachigen Raum übrig, von denen sich Dinah Kilchenmann / Lea Schwer und Nicole Schnyder-Benoit / Simone Kuhn auf dem geteilten siebzehnten Rang platzierten.

Im Halbfinale gab es zwei Mal das Duell USA gegen Brasilien. Je ein süd- und nordamerikanisches Team setzte sich durch. May-Treanor / Walsh erhielten zum dritten Mal in dieser Spielzeit die Goldmedaille, während ihre Landsfrauen Bronze gewannen.

### Berlin Grand Slam (22. bis 26. Juni)
| Platz | Team                                             |
| ----- | ------------------------------------------------ |
| 1     | Shelda Bede / Adriana Behar                      |
| 2     | Dalixia Fernández Grasset / Tamara Larrea Peraza |
| 3     | Holly McPeak / Elaine Youngs                     |
| 4     | Susanne Lahme / Danja Müsch                      |
| 5     | Andrea Ahmann / Jana Vollmer                     |
| 5     | Lucilla Perrotta / Daniela Gattelli              |
| 7     | Marrit Leenstra / Rebekka Kadijk                 |
| 7     | Kathrine Maaseide / Susanne Glesnes              |

Der erste Grand Slam des Jahres fand in der deutschen Hauptstadt statt. Nach einer Verletzung schieden die amtierenden Weltmeisterinnen schon vor der dritten Runde aus. Davon profitierten Shelda und Adriana, die sich nach Siegen über Lahme / Müsch im Halbfinale und Fernández Grasset / Larrea Peraza im Endspiel den Titel sicherten. McPeak / Youngs, die zuvor den Kubanerinnen unterlegen waren, wurden Dritte.

Ahmann / Vollmer standen als zweitbestes deutsches Duo auf dem geteilten fünften Rang. Schnyder-Benoît / Kuhn als einzige Eidgenossinnen im Hauptwettbewerb wurden Neunte. Aus der anderen Alpenrepublik überstand kein Team die Quali.

### Stavanger Open (29. Juni bis 3. Juli)
| Platz | Team                                      |
| ----- | ----------------------------------------- |
| 1     | Holly McPeak / Elaine Youngs              |
| 2     | Jenny Jordan / Annett Davis               |
| 3     | Kerri Walsh / Rachel Wacholder            |
| 4     | Guylaine Dumont / Annie Martin            |
| 5     | Renata Ribeiro / Shaylyn Bede             |
| 5     | Nila Ann Håkedal / Ingrid Tørlen          |
| 7     | Larissa França / Juliana Felisberta Silva |
| 7     | Stephanie Pohl / Okka Rau                 |

Drei der vier teilnehmenden Beachpaare aus Österreich scheiterten in der zweiten Qualifikationsrunde, das andere Team hatte die Coutry Quota nicht überstanden. Die Schweizerinnen Schnyder-Benoît / Kuhn wurden wie in Berlin Neunte. Stephanie Pohl und Okka Rau schafften es eine Runde weiter.

Die ersten vier Plätze blieben nordamerikanischen Duos vorbehalten. McPeak / Youngs setzten sich gegen Walsh und Interimspartnerin Rachel Wacholder und danach gegen Jordan / Davis durch. Die schickten Dumont / Martin ins kleine Finale, das die Kanadierinnen auch nicht gewinnen konnten.

### Mallorca Open (6. bis 10. Juli)
| Platz | Team                                      |
| ----- | ----------------------------------------- |
| 1     | Larissa França / Juliana Felisberta Silva |
| 2     | Susanne Lahme / Danja Müsch               |
| 3     | Soňa Nováková / Eva Celbová               |
| 4     | Summer Lochowicz / Kerri Pottharst        |
| 5     | Angela Clarke / Kylie Gerlic              |
| 5     | Lucilla Perrotta / Daniela Gattelli       |
| 7     | Renata Ribeiro / Shaylyn Bede             |
| 7     | Stephanie Pohl / Okka Rau                 |

In Abwesenheit der US-Amerikanerinnen und von Shelda / Adriana erklomm ein anderes brasilianisches Duo die oberste Stufe des Podests. Juliana / Larissa ließen sowohl Nováková / Celbová als auch danach Lahme / Müsch keine Chance. Hinter den Finalistinnen wurden Pohl / Rau als Siebte zweitbestes deutsches Team. Schweizerinnen und Österreicherinnen blieben in der Quali auf der Strecke.

### Marseille Grand Slam (13. bis 18. Juli)
| Platz | Team                                      |
| ----- | ----------------------------------------- |
| 1     | Kerri Walsh / Rachel Wacholder            |
| 2     | Jenny Jordan / Annett Davis               |
| 3     | Larissa França / Juliana Felisberta Silva |
| 4     | Nancy Mason / Carrie Busch                |
| 5     | Soňa Nováková / Eva Celbová               |
| 5     | Nicole Schnyder-Benoit / Simone Kuhn      |
| 7     | Lucilla Perrotta / Daniela Gattelli       |
| 7     | Kathrine Maaseide / Susanne Glesnes       |

Auch mit der neuen Partnerin Rachel Wacholder stand Kerrie Walsh beim zweiten gemeinsamen Event dort, wo sie mit Misty May-Treanor vor deren Verletzung meistens gestanden hatte. Nach den Siegen über die Landsfrauen Mason / Busch sowie Jordan / Davis wurden die beiden US-Amerikanerinnen mit der Goldmedaille belohnt. Bronze blieb für Juliana und Larissa.

Zum dritten Mal in der Saison schafften es Schnyder-Benoit / Kuhn unter die Top Sechs. Lahme / Müsch wurden diesmal nur Neunte. Seit langem stand mal wieder mit Sabine Swoboda / Christina Gschweidl ein österreichisches Duo im Hauptwettbewerb, blieb aber dort satz- und sieglos.

### Klagenfurt Grand Slam (28. bis 31. Juli)
| Platz | Team                                      |
| ----- | ----------------------------------------- |
| 1     | Kerri Walsh / Rachel Wacholder            |
| 2     | Shelda Bede / Adriana Behar               |
| 3     | Jenny Jordan / Annett Davis               |
| 4     | Holly McPeak / Elaine Youngs              |
| 5     | Ana Paula Connelly / Sandra Pires         |
| 5     | Larissa França / Juliana Felisberta Silva |
| 7     | Renata Ribeiro / Shaylyn Bede             |
| 7     | Nicole Schnyder-Benoit / Simone Kuhn      |

Drei US-amerikanische, vier brasilianische und ein Schweizer Duo teilten sich die ersten acht Ränge. Dabei gelang Walsh / Wacholder der zweite Sieg in Serie, nachdem sie Jordan / Davis und Adriana / Shelda bezwungen hatten. Die hatten sich gegen McPeak / Youngs durchgesetzt, die anschließend auch das kleine Finale verloren.

Schnyder-Benoit / Kuhn wurden Siebte, die besten Deutschen Stephanie Pohl / Okka Rau belegten knapp dahinter den neunten Platz. Die für das Hauptfeld gesetzten Österreicherinnen Sara Montagnolli / Barbara Hansel und Doris Schwaiger / Stefanie Schwaiger gewannen jeweils eine Begegnung und wurden gemeinsam Siebzehnte.

### Mailand Open (1. bis 5. September)
| Platz | Team                                        |
| ----- | ------------------------------------------- |
| 1     | Shelda Bede / Adriana Behar                 |
| 2     | Renata Ribeiro / Shaylyn Bede               |
| 3     | Soňa Nováková / Eva Celbová                 |
| 4     | Nicole Schnyder-Benoit / Simone Kuhn        |
| 5     | Larissa França / Juliana Felisberta Silva   |
| 5     | Lucilla Perrotta / Daniela Gattelli         |
| 7     | Petja Jantschulowa / Zwetelina Jantschulowa |
| 7     | Virginie Kadjo / Ethel-Julie Arjona         |

Zwei Schwestern standen im Endspiel von Mailand, jedoch auf verschiedenen Seiten des Netzes. Für Shaylin und Renata war es der erste Finaleinzug, für Shelda und Adriana der dritte Titel des Spieljahres. Die in der Vorschlussrunde gegen die jüngere Schwester und deren Partnerin unterlegenen Tschechinnen gewannen das Match um Bronze.

Die Schweizerinnen mussten mit dem vierten Platz vorlieb nehmen. Zum ersten Mal schaffte es ein österreichisches Duo unter die besten zwölf Teams. Montagnolli / Hansel beendeten das Turnier auf dem geteilten neunten Rang. Deutsche waren nicht am Start.

### Rio de Janeiro Open (20. bis 25. September)
| Platz | Team                                      |
| ----- | ----------------------------------------- |
| 1     | Ana Paula Connelly / Sandra Pires         |
| 2     | Shelda Bede / Adriana Behar               |
| 3     | Larissa França / Juliana Felisberta Silva |
| 4     | Ângela Vieira / Mônica Paludo             |
| 5     | Alexandra Fonseca / Mônica Rodrigues      |
| 5     | Renata Ribeiro / Shaylyn Bede             |
| 7     | Lucilla Perrotta / Daniela Gattelli       |
| 7     | Nicole Schnyder-Benoit / Simone Kuhn      |

Wie schon das erste Event fand auch der letzte Wettbewerb des Jahres in Brasilien statt. Die ersten sechs Plätze blieben ausschließlich heimischen Teams vorbehalten. Ihren ersten Titel der Saison sicherten sich Ana Paula und Sandra durch Siege über Larissa / Juliana und Shelda / Adriana in den letzten beiden Runden. Letztere hatten zuvor Vieira / Paludo bezwungen, die auch das kleine Finale verloren.

Für Perotta / Gattelli und Schnyder-Benoit / Kuhn reichte es zum geteilten siebten Rang. Montagnolli / Swoboda und Gschweidl / Hansel wurden Siebzehnte. Die einzigen Deutschen im Hauptfeld Lehmann / Deister blieben sieglos.

## Auszeichnungen des Jahres 2004
| FIVB Tour Champion | Shelda Bede / Adriana Behar |
| Best Server        | Ana Paula Connelly          |